# Lacroix-sur-Meuse
Lacroix-sur-Meuse – miejscowość i gmina we Francji, w regionie Grand Est, w departamencie Moza.
Według danych na rok 1990 gminę zamieszkiwało 608 osób, a gęstość zaludnienia wynosiła 29 osób/km² (wśród 2335 gmin Lotaryngii Lacroix-sur-Meuse plasuje się na 531. miejscu pod względem liczby ludności, natomiast pod względem powierzchni na miejscu 157.).